# Daran
Dārān (farsi داران) è una città dello shahrestān di Faridan, circoscrizione Centrale, nella Provincia di Esfahan. 